# Bánffy Miklós (ajtónállómester)

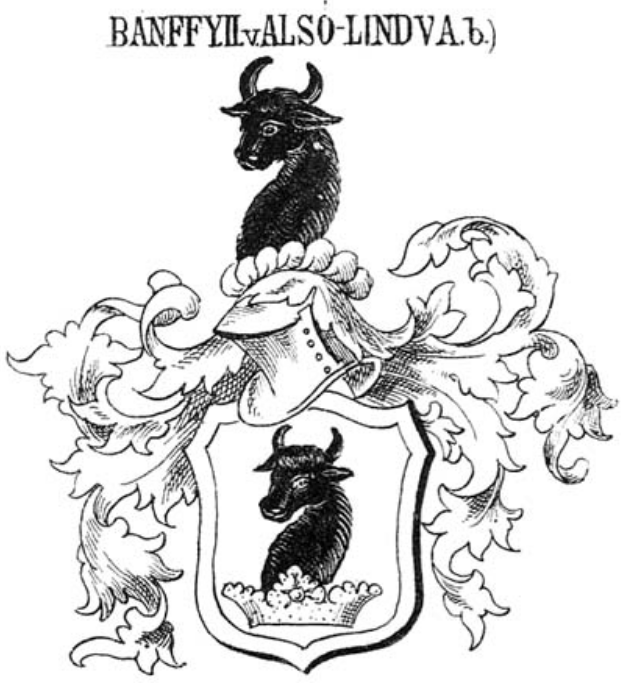
Az alsólendvai Bánffy család címere

Alsólendvai Bánffy Miklós (fl. 1453 †1501), II. Ulászló magyar király ajtónállómestere, udvarmestere, I. Mátyás magyar király egykori híve, főpohárnok mestere, Pozsony vármegye főispánja, nagybirtokos.

## Élete
Az ősrégi főnemesi Zala vármegyei Hahót nemzetségbeli alsólendvai Bánffy család sarja. Apja alsólendvai Bánffy István (fl. 1411-1448) hadvezér, nagybirtokos, akit Hunyadi Jánoshoz még éppen meleg barátság fűzött, anyja az Aba nemzetségbeli nánai és visontai Kompolti Erzsébet (fl. 1452-1458) volt. Az apai nagyapja alsólendvai Bánffy István (fl. 1377-1416), nagybirtokos; Bánffy Istvánnak az apja alsólendvai Bánffy II. János (fl. 1366-1396), aki 1366 és 1372 között Varasd megye főispánja, 1381 és 1385 között Szlavónia bánja, majd 1386 és 1387 között macsói bán volt. Az anyai nagyszülei nánai és visontai Kompolti István (fl. 1380–1425), aki országbíró volt 1423 és 1425 között, valamint Tarkői Erzsébet (fl. 1409-1424) voltak. Bánffy Miklósnak az apai nagybátyja alsólendvai Bánffy Pál (fl. 1416-1471), ajtónállómester, 1453-ban zalai főispán volt. Bánffy Miklós fivére alsólendvai Bánffy Jakab (fl. 1453-1500), nagybirtokos, hadvezér, akinek a neje felsőlendvai Széchy Katalin volt.
Bánffy Miklós főpohárnok mester volt 1464 és 1466 között, majd 1466 és 1487 között Pozsony vármegye főispánja. 20 évvel korábban Mátyás király örök adomány címen adta a pozsonyi várat alsólendvai Bánffy Miklósnak 1478-ban.
Bánffy Miklós Mátyás király leghűségesebb alattvalói közé tartozott. Antonio Bonfini szerint Mátyás a testvéreként szerette. 1471-ben megkapta az aradi főispáni tisztséget is Solymos várával együtt. Bonfini szerint azonban később Mátyás király is szemet vetett a legendásan szép Bánffy Miklósné herceg Sagan Margit asszonyra, férje azonban megszöktette őt a király elől, ezért Mátyás elvette tőle címeit és két évre börtönbe záratta. 1474-ben Bánffy Miklós vezette azt a küldöttséget, amely Nápolyba utazott Beatrix leendő királynéért. Ferdinánd nápolyi király leányát Beatrixot, Hunyadi Mátyás király aráját, leendő napája özvegy Hunyadi Jánosné 20 előkelő hölggyel várta Pettauban, hová az Nápolyból Bánffy Miklós fedező kísérete alatt megérkezett. Pettauból a még akkor fennállt római út Mura-Szent-Mártonon át egyenesen vezetett Alsó-Lendvára és Bánffy Miklósnak intézkedése folytán alsó-lendvai várában 1476 november 25-én megérkezvén, a királyi arát és a királyi édes anyját Bánffy Miklós neje a szépségéről híres sagani Margit hercegné fogadta. Bánffy Miklós részt vett a Moldvai Királyság elleni hadjáratban, és megmentette Hunyadi Mátyás életét, aki hálából a Bánffy családot 1477-ben az örökös grófok sorába emelte. 1483. január 8-án Mátyás magyar király pozsonyi főispánná nevezte ki  Bánffy Miklóst, vörös pecsétviasz használati jogot adományozott, illetve bárói címet neki és fivérének Bánffy Jakabnak is adományozott.
A Jagelló-korban Bánffy Miklós ajtónállómester, illetve udvarmester volt 1491-től 1500-ig. A zalai főurak közül elsőként Bánffy Miklós pártolt át II. Ulászlóhoz, aki őt az ajtónállómesterséggel jutalmazta meg. Őt követték az addig semleges Egervári László horvát-szlavón-dalmát bán, bajnai Both András, a Kanizsaiak, alsólendvai Bánffy Jakab és kevendi Székely Jakab.

## Házassága és leszármazottjai

Sagan hercegség cimere

Bánffy Miklós 1484. március 28-án feleségül vette a Piast-házból való, szépségéről híres Sagani Margit (fl. 1484–1502) hercegnőt, akinek révén Európa több uralkodócsaládjával került rokonságba. Bánffy Miklósné Sagani Margit hercegnő szülei II. János sagani herceg (1435–1504) és herceg Katalin von Troppau voltak. Az apai nagyszülei I. János sagani herceg (1385–1439) és herceg Scholastika von Szász-Wittenberg voltak. Az anyai nagyszülei Vilmos von Troppau opavai herceg (1410–1452), és Czastolowitz Szalomé voltak. I. János sagani hercegnek a sok igen előkelő felmenője között például ükapja Gediminas litván nagyfejedelem, valamint szépszülei II. Přemysl Ottokár cseh király (1232–1278) és Rurik Kunigunda cseh királyné; Rurik Kunigundának a szülei Rosztyiszlav Mihajlovics fejedelem és Árpád-házi Anna macsói hercegné voltak; Anna macsói hercegnének a szülei IV. Béla magyar király és Laszkarisz Mária nikaiai császári hercegnő voltak. Bánffy Miklósné herceg Sagan Margit a herceg von Troppau oldalon pedig I. Albert német királynak (1255–1308) a leszármazottja volt. Bánffy Miklós és herceg Sagan Margit gyermekei:
- Bánffy Katalin, akinek a férje németújvári Batthyány Ferenc (Buda, 1497. október 28. – Németújvár, 1566. november 28.) magyar főúr, katona, horvát bán (Horvátország, Szlavónia és Dalmácia országrészeké).
- Bánffy Margit (fl. 1492-1497). Férje: bajnai Both János (fl. 1497 †1521. aug.), horvát vicebán, 1521-ben nándorfehérvári vicebán lett, a vár védelmében esett el.
- Bánffy Petronella (fl. 1498–1523). Férje: asszonyfalvi Ostffy Ferenc (fl. 1485–1520), Sopron vármegye főispánja, földbirtokos.
- Bánffy János (fl. 1508-†1534), a Magyar királyság nádora 1530 májusa és 1533 márciusa között, királyi helytartó, pohárnokmester, nagybirtokos.